# Paragon (Indiana)
Paragon é uma cidade  localizada no estado americano de Indiana, no Condado de Morgan.

## Demografia
Segundo o censo americano de 2000, a sua população era de 663 habitantes.
Em 2006, foi estimada uma população de 641, um decréscimo de 22 (-3.3%).

## Geografia
De acordo com o United States Census Bureau tem uma área de
0,7 km², dos quais 0,7 km² cobertos por terra e 0,0 km² cobertos por água. Paragon localiza-se a aproximadamente 174 m acima do nível do mar.

## Localidades na vizinhança
O diagrama seguinte representa as localidades num raio de 24 km ao redor de Paragon.